# Serra de Can Julià
La Serra de Can Julià és una serra situada entre els municipis de Molins de Rei a la comarca del Baix Llobregat i de Sant Cugat del Vallès a la comarca del Vallès Occidental. Té una elevació màxima de 266 metres.